# Édéa 2e
Édéa 2e est l'une deux communes de la communauté urbaine d'Édéa, département de la Sanaga-Maritime dans la région du Littoral au Cameroun. Elle a pour chef-lieu le quartier d'Ékité.

## Géographie
La commune s'étend d'Ekité au nord-est d'Edéa en rive droite de la Sanaga, elle est limitrophe de 8 communes de Sanaga-Maritime et d'une commune du Nkam.
|          | Yingui        | Ngambe             |
| Dibamba  | Édéa 2e       | Massock-Songloulou |
| Dizangué | Edéa 1, Ngwei | Pouma              |

## Histoire
L'arrondissement et la commune d'Edéa 2e sont créés en avril 2007 par découpage des anciennes communes d'Edéa Urbain et Edéa Rural.

## Population
En 2005, la population communale est de 13 539 habitants dont 9 408 pour la population urbaine du groupement de  Edéa Ville.

## Administration
| Période         | Période | Identité             | Étiquette | Qualité |
| --------------- | ------- | -------------------- | --------- | ------- |
| 31 juillet 2007 | 2013    | Jean-Marie Ndjebet   | RDPC      |         |
| 2013            |         | Jean-Pierre Mbei Nje |           |         |

## Chefferie traditionnelle

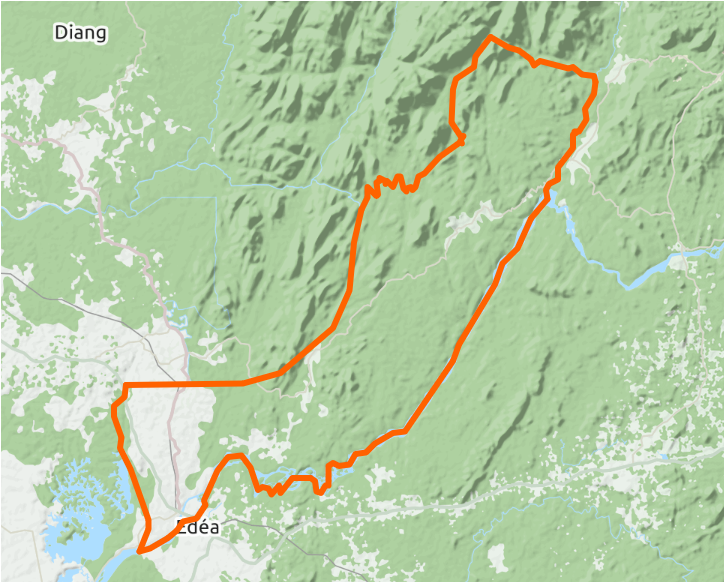
Limites communales

L'arrondissement d'Edéa 2e compte une chefferie traditionnelle de 2e degré :
- 445 : Canton Malimba

## Quartiers et villages
Le ressort territorial de l'arrondissement identique à celui de la commune s'étend sur les villages et quartiers suivants:
- Canton Ndogbianga : Dikous, Dissat, Malo, Masseng, Ndjong, Ngonga, Poko, Poutloloma Ndogbianga.
- Canton Malimba : Malimba I, Malimba II, Malimba Farm, Malimba Urbain, Ekite I, Ekite II, Ekite III, Ekite IV, Cité Bilalang, Bi-balang Pont, Mongombe Cellucam.
- Canton Longasse : Poutloloma I

## Éducation
L'enseignement secondaire est assuré par quatre établissements :
- le collège d'enseignement secondaire de Malimba Gare
- le collège d'enseignement secondaire de Ngonga
- le lycée d'enseignement général d'Ékité
- le lycée d'enseignement technique d'Ékité,

## Voies de communication et transports
La commune est desservie par un grand axe routier national : la route nationale 3 (axe Douala-Yaoundé), ainsi que départemntaux : la D58, axe Ekité-Douala par Dizangué, la D56 : axe Kopongo-Massock dessert les villages du nord de la commune. La route provinciale P14, relie Ekité à Douala par Logbadjeck et Bonépoupa.
La commune dispose de la gare d'Edéa Croisement sur la ligne du Transcamerounais.